# Visayeres
Visayeres is een geslacht van kreeftachtigen uit de klasse van de Malacostraca (hogere kreeftachtigen).

## Soort
- Visayeres acron Ahyong & Ng, 2007